# Siedlung Schüngelberg

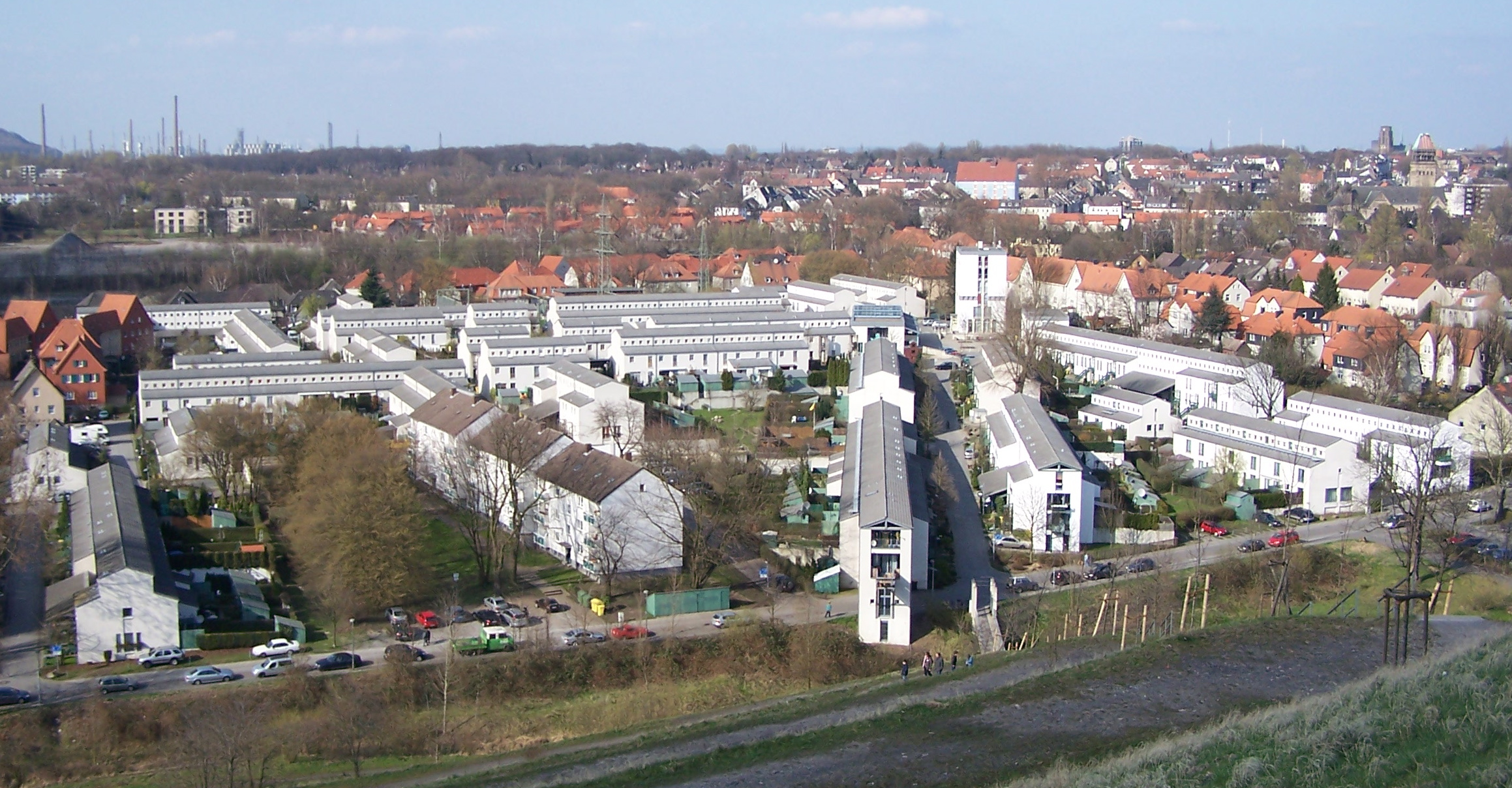
Blick von der Halde Rungenberg auf das Neubaugebiet der Siedlung Schüngelberg

Die Arbeitersiedlung Schüngelberg am Rande von Gelsenkirchen-Buer wurde ab 1897 in mehreren Bauphasen für die Bergleute der Zeche Hugo und deren Familien errichtet. Sie wurde 1989 im Rahmen der Internationalen Bauausstellung (IBA) denkmalgerecht saniert. 1993 wurde sie mit einem Neubauprojekt verbunden, das aus etwa 200 Wohnungen besteht und auf einer etwa sieben Hektar großen Freifläche neben der ursprünglichen Siedlung entstand. Von dort führt eine Treppe auf die Halde Rungenberg. Die Schüngelbergsiedlung ist Teil der Route der Industriekultur.

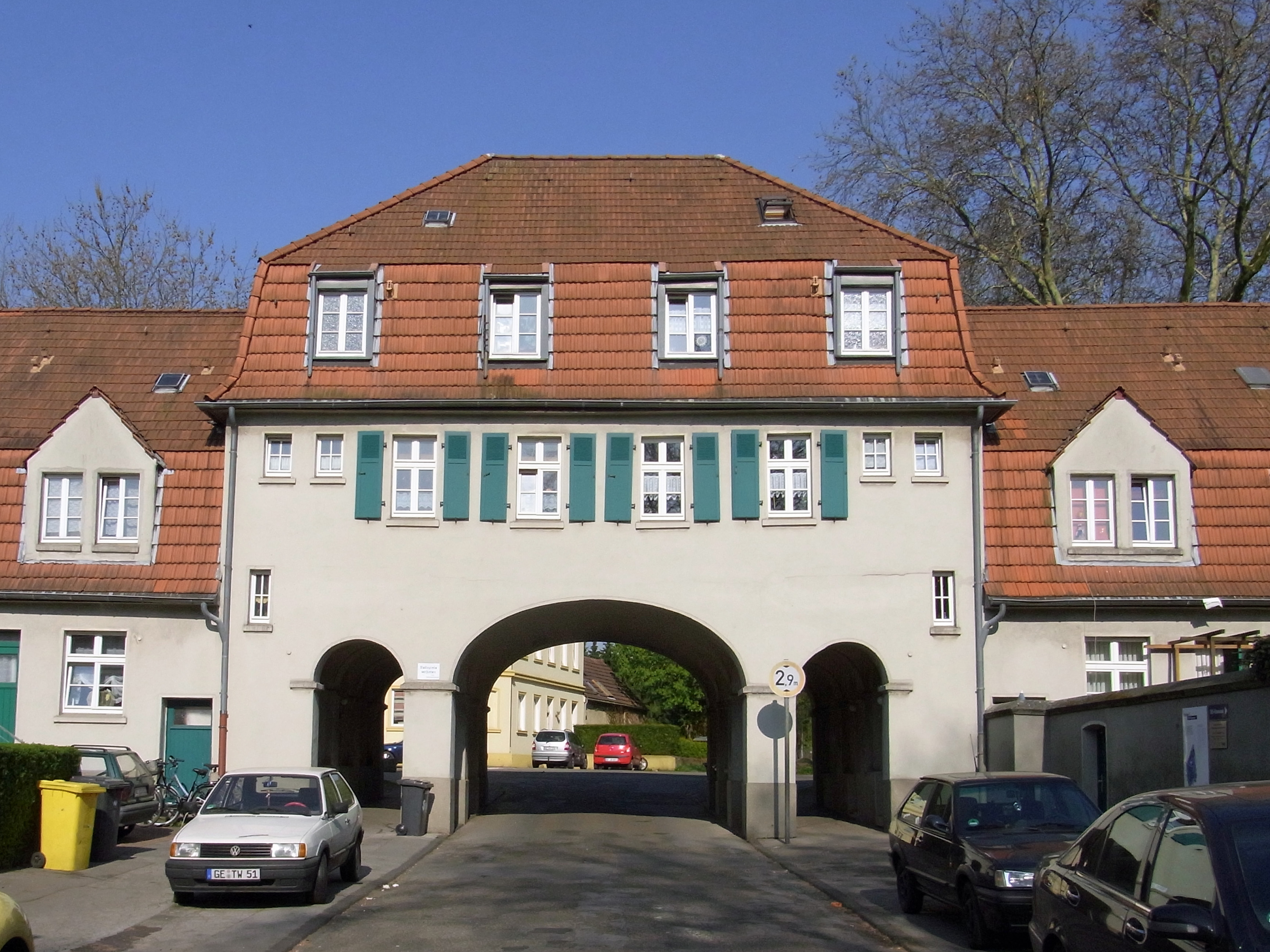
Torhaus
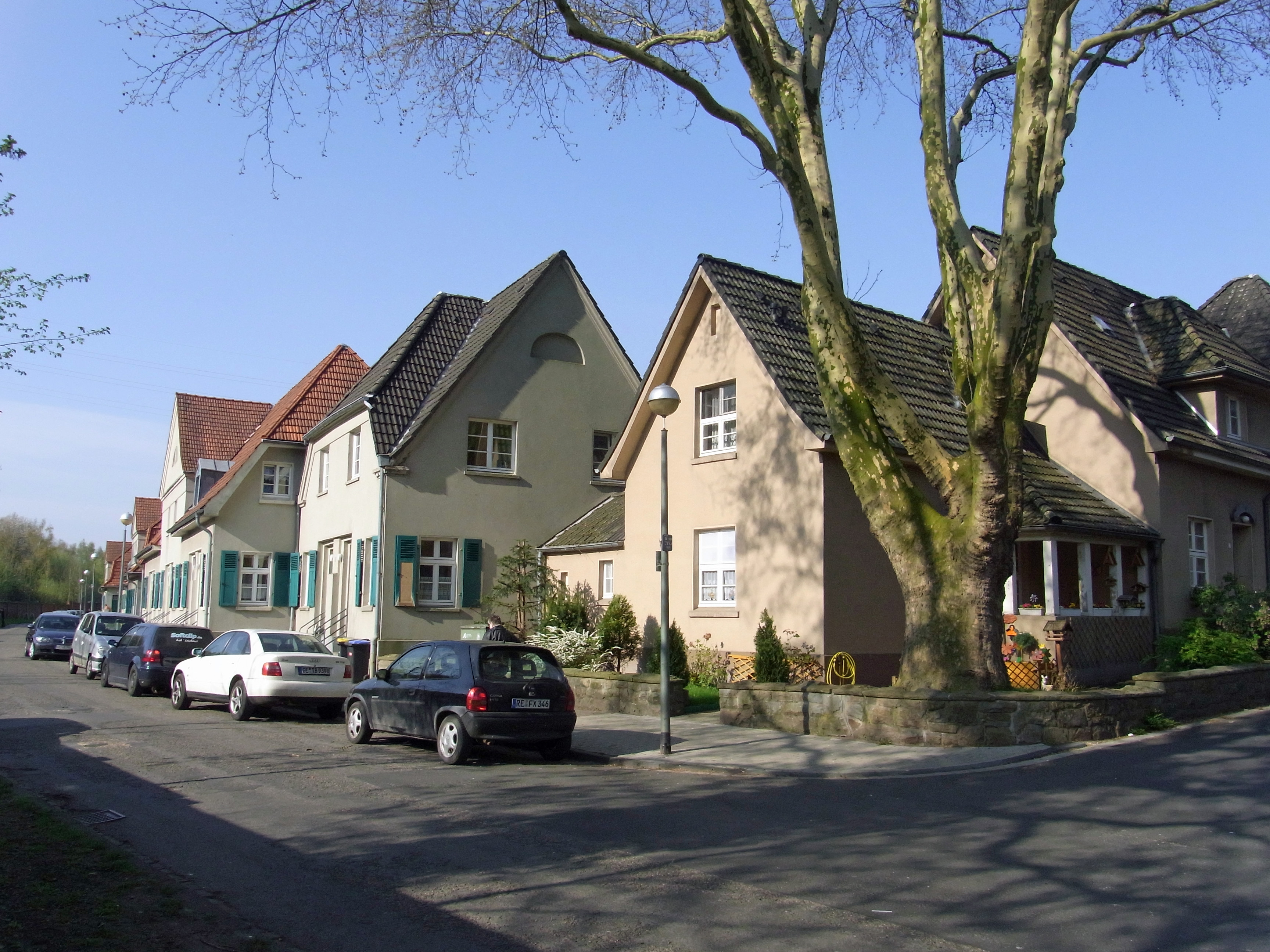
Siedlungshäuser
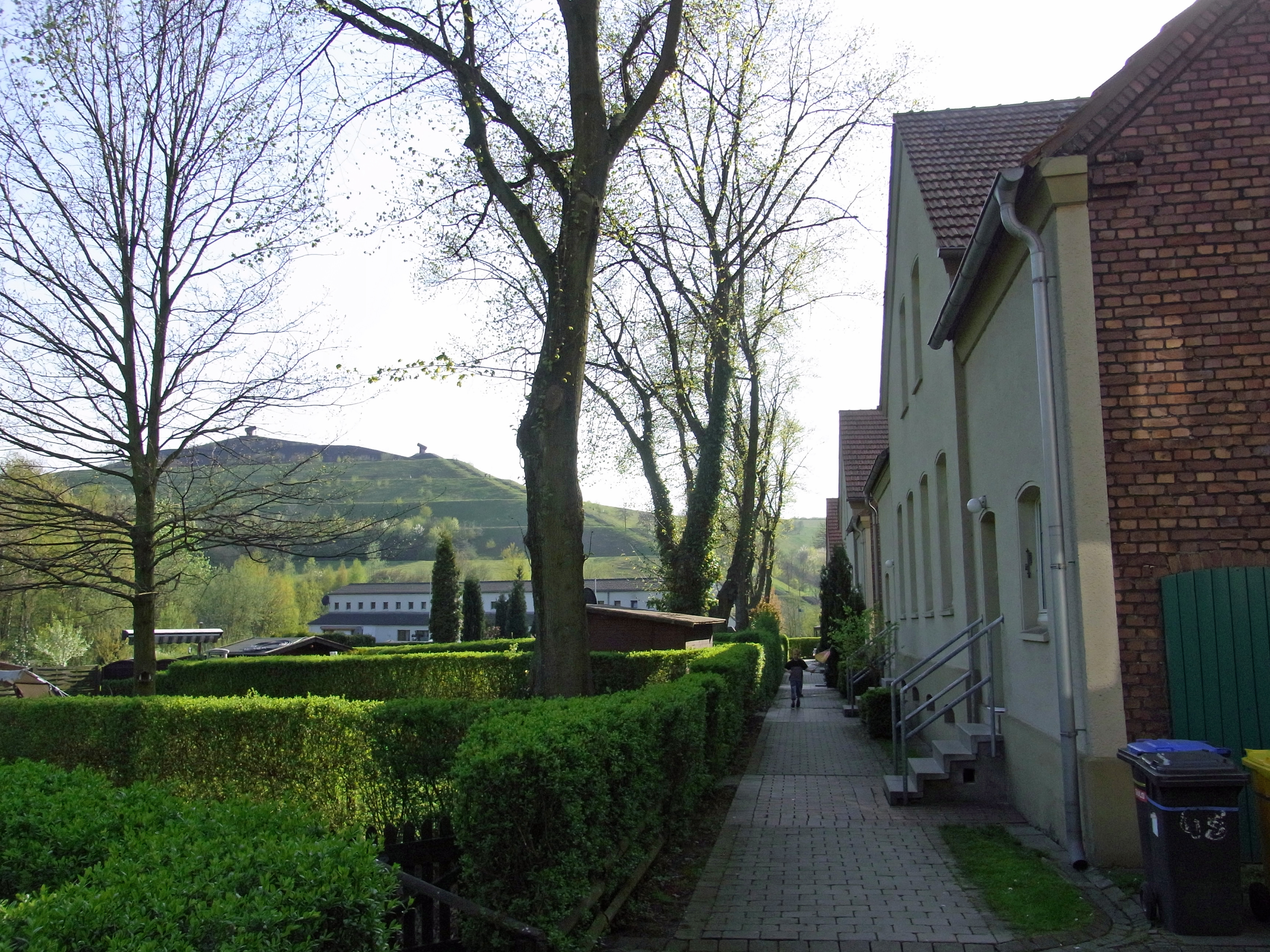
Hinterhofreihe
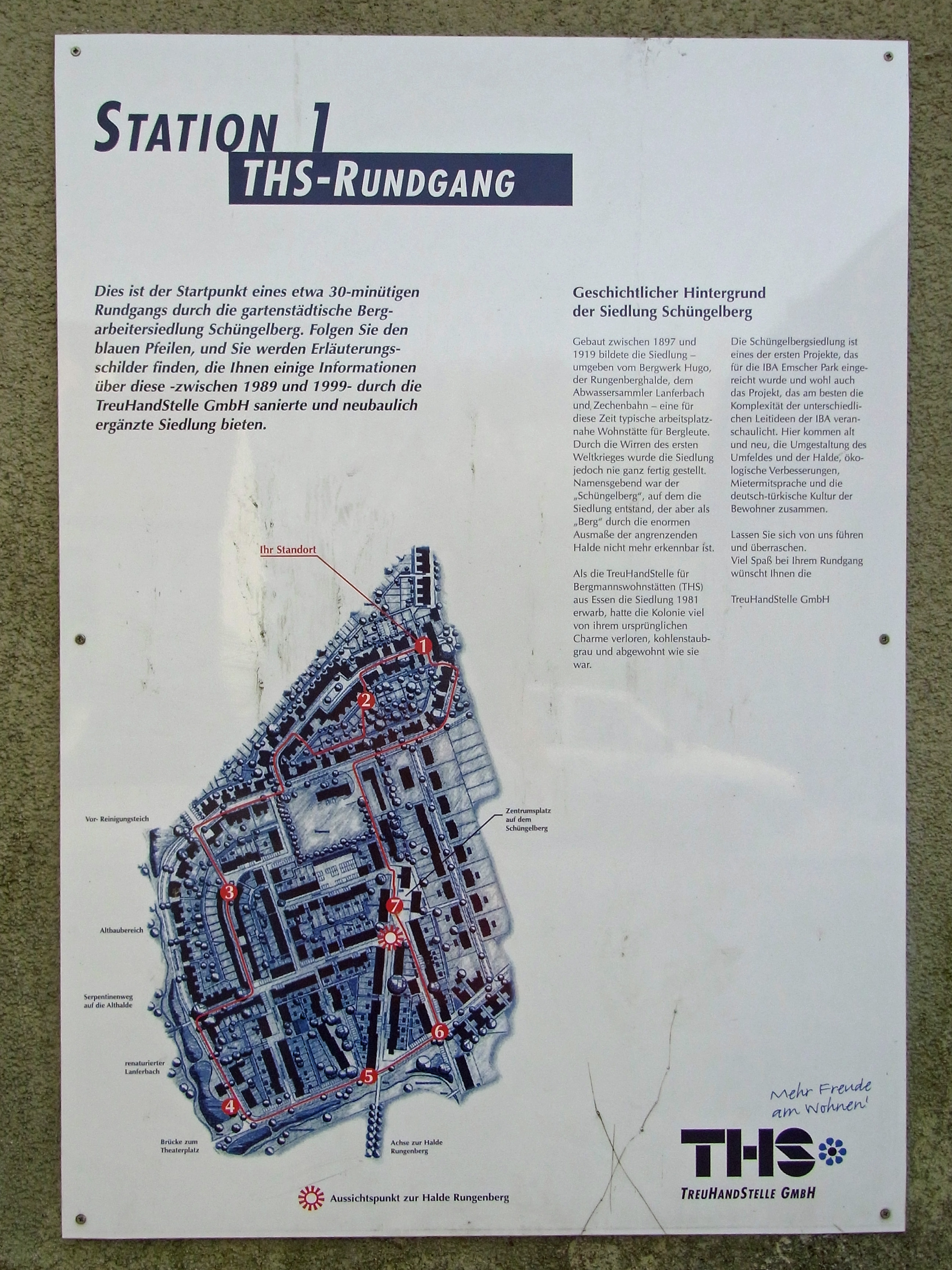
THS-Rundgang